# Zamachy w metrze w Moskwie (2010)
Zamachy w metrze w Moskwie − ataki terrorystyczne z 29 marca 2010 przeprowadzone na dwóch stacjach moskiewskiego metra. W wyniku eksplozji bomb, które zostały zdetonowane przez kobiety-samobójczynie, zginęło co najmniej 39 osób, a 102 zostały ranne. Był to najkrwawszy zamach w Moskwie od ataku z 6 lutego 2004, który również odbył się na stacji metra, w którym życie straciło 41 osób.

## Zamachy
| Państwo     | Ofiary |
| ----------- | ------ |
| Rosja       | 37     |
| Tadżykistan | 3      |
| Razem       | 40     |

Pierwsza eksplozja nastąpiła o godz. 7:56 czasu moskiewskiego (5:56 czasu polskiego) na stacji Łubianka w stolicy Rosji. Wybuch nastąpił po przybyciu pociągu na stację, gdy pasażerowie wysiadali i wsiadali do wagonu. Kilkadziesiąt minut później, o godz. 8:39 (6:39 czasu polskiego), doszło do drugiego wybuchu: na stacji Park Kultury, także w centrum Moskwy. Po eksplozjach wybuchła panika, a ludzie rzucili się do ucieczki.
Na stacji Łubianka śmierć poniosło co najmniej 25 osób. Na stacji Park Kultury zginęło ok. 12-15 osób.
Według rosyjskich agencji materiały wybuchowe zdetonowano za pomocą telefonów komórkowych, a w obawie przed dalszymi zamachami w centrum Moskwy wyłączono sieć komórkową.
Po atakach zamknięto ruch na większej części linii metra Sokolniczeska, na której doszło do wybuchów. Pasażerów w metrze informowano przez głośniki o zmianach w kursowaniu pociągów "z przyczyn technicznych", zalecając korzystanie z komunikacji naziemnej.
Do przeprowadzenia zamachu użyto 3 kg trotylu.
Kobiety, które zdetonowały bomby, były w wieku 20-25 lat. Po ustaleniach okazało się, że były ubrane w czarne chusty i czarne ubrania. Jedna z nich nosiła długie spodnie, druga czarną długą spódnicę. Na miejscu zamachu znaleziono porozrywane ciała kobiet.

## Reakcje
Rosja:
Po zamachu prezydent Rosji zwołał na Kremlu specjalne posiedzenie.
Ok. 11:00 czasu lokalnego ruszyła Operacja Wulkan, w ramach której patrolowano wszystkie stacje metra w poszukiwaniu możliwych wskazówek w celu odnalezienia sprawcy. Wzmożone środki kontroli były obecne także na lotniskach, dworcach i na drogach dojazdowych. Do akcji skierowano około 700 żołnierzy, w tym 150 dwuosobowych patroli z psami tropiącymi.
- Premier Rosji, Władimir Putin zapowiedział zmiany w prawodawstwie mające na celu zwiększenie bezpieczeństwa. Poruszył również kwestię transportu. Kwestie bezpieczeństwa leżą w gestii nas wszystkich. Chciałbym poprosić mera stolicy Rosji, aby zwrócił się do szefów firm transportowych, aby nie podnosili cen i wykazali się zrozumieniem dla ludzi, którzy ucierpieli w tych wypadkach, oznajmił Putin[8].

- Natomiast prezydent Rosji Dmitrij Miedwiediew na specjalnie zwołanej naradzie podkreślił, że resort spraw wewnętrznych i Federalna Służba Bezpieczeństwa (FSB) będą musiały wzmocnić kontrolę. Jest oczywiste, że akty tego rodzaju są dobrze zaplanowane (...) i mają na celu wywołanie destabilizacji w państwie i społeczeństwie, podkreślił Miedwiediew. Prezydent Rosji zaznaczył, że sytuacja będzie kontrolowana, aby w przyszłości móc zareagować na podobne zachowania. Dzięki temu będzie można podjąć odpowiednie działania operacyjne przy jednoczesnej ochronie praw człowieka[9].

Na stacji Łubianka wieczorem 29 marca kwiaty złożył Dmitrij Miedwiediew. Prezydent zapowiedział, że władze zrobią wszystko, by ukarać winnych zamachów. Prezydent zapewnił także, że wszyscy poszkodowani w wybuchach otrzymają pomoc finansową.
 Polska
- Prezydent Polski Lech Kaczyński przekazał prezydentowi Rosji wyrazy solidarności i poparcia dla działań zmierzających do wyeliminowania terroryzmu[6].
- Donald Tusk, premier Polski przesłał kondolencje Władimirowi Putinowi, pisząc w nich: Łączę się w żałobie z rodzinami i bliskimi ofiar, a rannym życzę szybkiego powrotu do zdrowia. Premier wyraził nadzieję, iż liczba ofiar „barbarzyńskiego ataku” nie będzie dalej rosła[6].

## Odpowiedzialność za zamachy
31 marca 2010 przywódca zbrojnej organizacji separatystycznej Emirat Kaukaski, czeczeński komendant Doku Umarow przyznał się do przeprowadzenia zamachów. Umarow poinformował o tym w nagraniu wideo zamieszczonym na stronie internetowej rebeliantów islamskich Kavkazcenter.com. Umarow twierdził w nim, że osobiście nakazał przeprowadzić ataki. Zapowiedział przy tym, że w Rosji dojdzie do kolejnych zamachów.